# Geografia da República Democrática do Congo

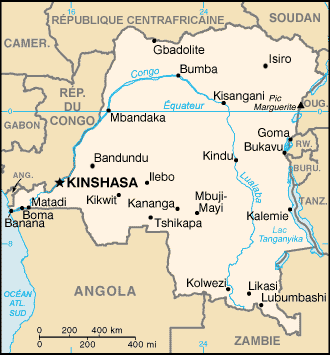
Mapa da República Democrática do Congo

A República Democrática do Congo está localizada na África Central. Possui uma área de 2.344.858 km², que faz deste país o décimo primeiro mais extenso do mundo e o segundo maior país da África, sendo ultrapassado apenas pela Argélia, o novo maior país da África. Além disso, é o vigésimo sexto mais populoso, com aproximadamente 62.600.000 habitantes, segundo estimativa para 2007. Porém, o país possui um IDH muito baixo.
A maior cidade é Quinxassa, capital da República Democrática do Congo.

## Rios
Nascendo formalmente na Zâmbia, entra no país ao sul e percorre sentido norte com o nome de Lualaba (curso de água), formando uma das maiores bacias hidrográficas do mundo, a Bacia do Congo e sua vasta floresta equatorial, recebendo águas do sistema Luapula-Luvua, vindos da região norte de Zâmbia, onde localiza-se sua real nascente no Rio Chambeshi; e outras águas oriundas do Lago Tanganica pelo Rio Lukuga a leste. Contornando a enorme planície congolesa para oeste e novamente para sul e sudoeste, fazendo fronteira com a República do Congo, recebendo águas dos seus outros grandes afluentes como os rios Ubangui e Cassai, desaguando no Oceano Atlântico na fronteira do país com Angola.

## Litoral
A República Democrática do Congo possui uma saída para o Oceano Atlântico, de aproximadamente 37 km, sendo o sexto país com o menor litoral do mundo. As principais cidades litorâneas são Banana, onde se localiza o único porto marítimo do país, e Muanda.

## Relevo
A leste desta imensa planície florestal selvagem, erguem-se os maciços e montanhas, formando vales e desfiladeiros provenientes e causados pelo tectonismo do Vale do Rift Ocidental, os quais formaram os Grandes Lagos Africanos, os quais lagos Tanganica, Quivu, Eduardo e Alberto; e as principais cadeias montanhosas como os Montes Mitumba, Virunga e Ruwenzori. Esta última cadeia, faz parte da fronteira leste com Uganda, dividindo o ponto mais elevado entre os dois países: o Monte Stanley (ou Monte Margherita) e seus 5.109 metros de altitude, a terceira maior montanha da África.
Na República Democrática do Congo estão localizados os dois principais vulcões da África, sendo eles o Monte Nyiragongo e o Monte Nyamuragira. Estes estão situados na cordilheira das Montanhas Virunga, no sudeste da província do Quivu do Norte, em área próxima à cidade de Goma e à fronteira com Ruanda.

## Clima
Seu clima é Predominantemente equatorial, quente e úmido, com chuvas frequentes quase o ano todo por conta da alta umidade da floresta densa e grande número de rios perenes. Nos planaltos e montanhas a leste, predomina o tropical de altitude e subtropical com temperatura de mais amena à fria. São poucas áreas que recorrem ao clima seco de savanas.